# Al-Muqaddasī
Šams ad-Dīn Abū ʿAbd Allāh Muḥammad ibn Aḥmad ibn Abī Bakr al-Bannāʾ al-Baššārī (arabisch شمس الدين محمد بن أحمد المقدسي, bekannt als al-Muqaddasī oder auch al-Maqdisī; geb. 945 in Jerusalem; gest. nach 1000) war ein arabischer Geograph der zweiten Hälfte des 10. Jahrhunderts. Er ist bekannt für sein Buch Aḥsan at-taqāsīm fī maʿrifat al-aqālīm, das Karten enthält.

## Biographie
Al-Muqaddasī wurde 946 in Jerusalem (auch bekannt als al-Quds, daher sein Beiname al-Muqaddasī) geboren und starb vermutlich um 1000. Er ist auch als al-Baššārī bekannt. Über sein Leben erfährt man nur Details aus seinem Werk.

### Familie
Sein Großvater väterlicherseits war der Architekt Abū Bakr al-Bannāʾ, der für den ägyptischen Machthaber Ibn Ṭūlūn (r. 868–884) die Mauer der Stadt ʿAkkā baute. Von ihm erlangte al-Muqaddasī seine Kenntnisse über Bauwerke, was sich in seinem Buch widerspiegelt, z. B. bei der Beschreibung der Moschee “Masǧid al-Minbar” in Irānshahr. Seine Familie mütterlicherseits stammte aus Biyār, einer kleinen Stadt in Ḫurāsān, daher konnte er fließend Persisch. Dies half ihm sicherlich auch beim Bereisen der östlichen Regionen.

### Bildung
Al-Muqaddasī kam aus gutem Hause und genoss eine gute Ausbildung. So war er vertraut mit den Wissenschaften seiner Zeit und erlangte insbesondere Kenntnisse in der Rechtswissenschaft und Theologie. In jungen Jahren studierte al-Muqaddasī islamische Geschichte, insbesondere ihre politischen und kulturellen Aspekte, Zivilisation, Religion und Rechtswissenschaft. Um sein Wissen zu erweitern, besuchte er bedeutende Gelehrte, Wissenschaftler und studierte in königlichen Bibliotheken. Sein Schreibstil deutet mit seinem gelegentlichen Gebrauch von Reimprosa und Poesie darauf hin, dass er eine klassische Ausbildung in Grammatik und Literatur genossen hat.
Während seiner Reisen konnte sich al-Muqaddasī seinen Lebensunterhalt mit verschiedenen Tätigkeiten verdienen, unter anderem arbeitete er als Prediger, Rechtsgelehrter und als Lehrer.
Der österreichische Orientalist A. Sprenger (1813–1893) sagte über al-Muqaddasī, es habe “vielleicht nie einen Mann gegeben, der so viel gereist ist und so scharf beobachtet und zugleich das Gesammelte so planmäßig verarbeitet hatte.”

### Tod
Aus einigen von al-Muqaddasī berichteten Ereignissen lässt sich schließen, dass er mindestens bis 990 lebte. Dazu gehören seine zwei Pilgerfahrten nach Mekka in den Jahren 967 und 978, eine Reise nach Aleppo in den Jahren 965-75, eine Reise nach Ḫurāsān im Jahr 984 und sein Entschluss, seine Werk zu verfassen, den er in 985 in Šīrāz fasste.

## Werk
Sein Werk Aḥsan at-taqāsīm fī maʿrifat al-aqālīm schrieb al-Muqaddasī nach seinen ca. 20 Jahre andauernden Reisen durch die islamische Welt im Alter von 40 Jahren im Jahre 985. Heute gibt es nur noch vier erhaltene Handschriften. Die früheste (nach de Goeje) von ihnen ist aus dem Jahr 1260 (Istanbul, Süleymaniye Bibliothek, MS Ayasofya 2971M), darauf folgt ein Manuskript aus dem Jahr 1494-5 (Berlin, Staatsbibliothek, MS Sprenger 5), eines von 1840 (MS Cod. Or. 2063), das heute in der Universitätsbibliothek Leiden liegt, und eines aus dem 19. Jahrhundert (MS Sprenger 6), das zurzeit in der Staatsbibliothek zu Berlin ist. Aufgrund der wenigen erhaltenen Handschriften des Werks ist zu vermuten, dass sein Werk eine geringe Rolle im Wissenskanon spielte. Das Werk wurde mehrfach ediert und übersetzt:
- Mitte 19. Jahrhundert: Österreichischer Orientalist Sprenger entdeckt Manuskript al-Muqaddasīs in Indien, welches von de Goeje ediert und in seiner Bibliotheca Geographorum Arabicorum 1877 veröffentlicht wird[13]
- Übersetzung ins Deutsche des Kapitels The Region of al-Shām (Syria) und einiger kurzer Passagen von Gildemeister, veröffentlicht 1884[14]
- Übersetzung ins Englische des Kapitels zu Syrien inklusive Palästina mit Karten und Diagrammen von Le Strange, veröffentlicht 1896 in London[15]
- Übersetzung der ersten 200 Seiten von de Goejes BGA III von Ranking und Azoo in Kalkutta zwischen 1897 und 1910[16]
- Eine französische Übersetzung von Pellat 1950[17]
- Eine weitere französische Übersetzung von Miquel 1963[18]
- Die Dissertation von Collins al-Muqaddasī: The Man and his work, with Selected Passages from the Arabic, mit Übersetzung geographischer Abschnitte aus der BGA III von 1974[19]

- Und schließlich die vollständige Übersetzung von Collins, Garnet Publishing 1994.[20]

### Charakteristika seines geographischen Werks
Al-Muqaddasī beschreibt sich in seinem Vorwort als wahrscheinlich Ersten, der die Geographie als eigene Wissenschaft konzipiert hat. “No predecessor of mine in this subject has adopted the method of procedure that I have, or sought out the useful information that I aimed at.” Er sei von seinen Vorgängern inspiriert gewesen, soll diese jedoch übertroffen haben. Für sein Werk nutze er eigene Reisen und Beobachtungen, Gespräche mit Gelehrten und Kennern einer Region, sowie andere Werke. Allerdings sei seine Herangehensweise weit entfernt von der „Wissenschaft der Länder“, die al-Ǧāḥiẓ (776–869) eingeführt hat und die durch Ibn al-Faqīh (fl. 10. Jh.) systematisiert wurde, aber auch weit entfernt von der Weltbeschreibung der „Ṣūrat al-arḍ“ und dem Genre von „al-Masālik wa-l-mamālik“.
Al-Muqaddasī greift auf Ibn Ḥauqals (fl. 10. Jh.) Überlieferung zurück, beschreibt die Welt des Islams und gibt ihr Priorität und Exklusivität. Womit sich al-Muqaddasī als einen besonderen Vertreter im Feld der Geographie hervorhebt, ist seine Systematisierung des Inhalts und seine Methodik. Er beabsichtigt eine Wissenschaft zu schaffen, die vor allem für Kaufleute und gebildete Männer ('adīb, pl. udabāʾ) nützlich ist. “This work would be necessary for travelers and profitable for merchants, would appeal to the virtuous and the godly; it was to serve kings, nobles, judges, jurists, delight both commoners and men of rank. The works of his Muslim predecessors he deemed to have fallen far short, in any of a number of ways, of what he believed they could be, and these deficiencies he would remedy.”

### Terminologie und Schreibstil
Al-Muqaddasī stellt die Welt mit großer Präzision dar. Nach der allgemeinen Vorstellung einer Provinz (iqlīm), beginnt er mit der Einteilung der Bezirke (kūra). Al-Muqaddasī unterscheidet dabei zwischen nāḥiya und rustāq. Ein rustāq ist zu klein, um einen Bezirk (kūra) zu bilden und eine nāḥiya, die dem rustāq übergeordnet ist, zu klein um eine Provinz zu bilden. An der Spitze der Provinz ist die Metropole (miṣr), die mehrere umliegenden Bezirke (kūra) regiert. Die Provinz selbst hat Hauptstädte (sg. madīna) um eine Art Kreisstadt (qaṣba). Al-Muqaddasī hält es für notwendig, bei der Einteilung und den Länderbeschreibungen eine klare Ausdrucksweise konsequent zu nutzen, daher auch der Titel seines Werkes.

Die Definition für den Begriff für miṣr, also „Hauptstadt einer Provinz“ oder „Metropole“ akzeptiert er entgegen der Meinung der fuqahāʾ, der Lexikographen und des populären Sprachgebrauchs nicht und definiert ihn wie folgt:
„Wir bezeichnen als miṣr jeden Ort, in dem ein bedeutender Herrscher (sulṭān) residiert, der über Verwaltungsämter (dawāwīn) verfügt, von dem aus Statthalter eingesetzt werden und zu dem die Städte (mudun) der Provinz (iqlīm) gerechnet werden, wie Damaskus, Kairuan und Schiraz."
Al-Muqaddasīs Systematik mag für den heutigen Leser merkwürdig scheinen. Er behandelt beispielsweise den Namen eines Ortes als Maskulin, wenn dieser die Hauptstadt (miṣr) eines Gebietes ist und als Femininum, wenn der Ort einen niederen Rang (qaṣba, madīna) hat. Außerdem nennt er eine Stadt, wenn er sie in ihrem Abschnitt beschreibt, so wie sie dort genannt wird, wie al-Fusṭāṭ, Numūǧkaṯ und al-Yahūdīya. Wenn eine Stadt aber in einem anderen Abschnitt erwähnt wird, dann verwendet er die Bezeichnung, unter der sie allgemein bekannt ist, wie Miṣr, Buḫārā und Iṣfahān für die vorhergehenden drei Städte. Die Hinweise zu den verwendeten Termini befinden sich auf mehreren Seiten gestreut in den einleitenden Kapiteln seines Werks.
Insgesamt ist er bestrebt, auf allen Ebenen eine klare, präzise Terminologie zu schaffen. Hierzu zählen verschiedene Definitionen und Erläuterungen von Begriffen und Termini.
Einige spezielle Begriffe greifen auf gegenwärtiges Vokabular, wovon sich einige fachbezogene Begriffe zum Beispiel auf die Werteskala für Produkte beziehen. Andere sind nach den verschiedenen bereisten Ländern entworfen, wie beispielsweise die Begriffe für Handwerk, Wassertransport, Werkzeuge, Gewichte, Maßeinheiten und Geld beziehen. Al-Muqaddasī definiert zunächst Ausdrücke, die qualitative Abstufungen bezeichnen:
- lā naẓīra lahū: Etwas ist allem Vergleichbaren, auch über die eigene Gattung hinaus, überlegen
- ġāya: Bezeichnet den höchsten Grad der Qualität innerhalb der Gattung
- ǧayyid: Sagt aus, dass es innerhalb der eigenen Gattung Besseres gibt

Diese Begriffe sind nicht nur allgemeine Sprachbegriffe, sondern auf den speziellen Kontext der Länderbeschreibungen bezogen und sie sind in diesem Bereich benötigt, da hier des Öfteren wertende Begriffe gefordert sind.
Weitere Definitionen:
- al-mašriq: bezeichnet das Gebiet der Samaniden
- aš-šarq: bezeichnet auch Fārs, Kirmān und Sind
- al-maġrib: bezeichnet die Provinz (iqlīm, Nordafrika westlich Ägyptens und al-Andalus, also nicht im Sinne der mathematisch-astronomischen Geographie)
- al-ġarb: bezeichnet auch Ägypten und Syrien[25]

## Die Aufteilung der islamischen Welt nach al-Muqaddasī
Al-Muqaddasī stützte sich in der regionalen Einteilung der Länder auf drei Grundlagen, nämlich: Religiöse Grundlage, sprachliche Grundlage, administrative und politische Grundlage.
Prinzipiell teilt er die islamische Welt in zwei Gebiete ein: die arabischen Gebiete (mamlakat al-ʿarab) und die nicht-arabischen Gebiete (mamlakat al-ʿaǧam). Außerdem fasst er Regionen zu dem islamischen Reich (mamlakat al-islām) zusammen, manchmal auch „das Reich“ (al-mamlaka) oder „Islam“ (al-islām) genannt. Um die Einheit der arabischen und nicht-arabischen Welt neben dieser Einteilung zu beteuern, betont er einen strengen Parallelismus der Reiche: beide haben Gewässer um sich (Mittelmeer in den arabischen Gebieten und „Sea of the East“ in den nicht-arabischen: Persisches Meer, umfasst Rotes Meer, Persischen Golf und Teile des Indischen Ozeans), eine Wüste (Bādiyat al-ʿArab und Mafāzat Ḫurāsān), zwei doppelte Provinzen mit zwei Hauptstädten (Andalusien (Cordoba) und Maghreb (Qayrawān)), ein Land im Süden und eins im Norden zum Oxus (Nīsābūr und Samarqand) für den Mašriq. Außerdem soll die Einheit dadurch betont/bestätigt sein, dass Arabien, das Herz des Islams, eine Provinz mit zwei Hauptstädten ist, Mekka und Zabīd.
Die Reihenfolge seiner Beschreibungen ist wie folgt, mit Seitenangaben aus der Übersetzung von Collins:
| Gruppe der sechs arabischen Regionen |        |
| ------------------------------------ | ------ |
| Die Arabische Halbinsel              | S. 68  |
| Irak                                 | S. 104 |
| Āqūr (al-Ǧazīra)                     | S. 124 |
| Syrien (aš-Šām)                      | S. 138 |
| Ägypten                              | S. 177 |
| Maghreb                              | S. 198 |

| Gruppe der acht nicht-arabischen Regionen |        |
| ----------------------------------------- | ------ |
| Der Osten (al-Mašriq)                     | S. 236 |
| Daylam (al-Daylam)                        | S. 311 |
| Rehab (ar-Riḥāb)                          | S. 329 |
| Die Berge (al-Jibāl)                      | S. 340 |
| Khuzestan (Ḫuzistān)                      | S. 358 |
| Fars (Fārs)                               | S. 374 |
| Kerman (Kirmān)                           | S. 404 |
| Sind (as-Sind)                            | S. 417 |

## Informationen zu den Regionen
Die Informationen zu den Regionen umfassen Themen wie das Klima, so schreibt er beispielsweise zu den Städten Kathrad und Kīzkānān: “The farm areas of both these towns have a healthy climate. All the towns are hot, except Kathrad- it is cold; in fact sometimes snow falls there, and the water freeze.” Außerdem geht er auf die Bevölkerung ein, beispielsweise in al-Mansūra: „The people are characterized by refinement and good character, and are favourable towards Islam.“ Weiterhin erwähnt er Wirtschaft und Güter, z. B. in Sind: „This is the region of gold and of commerce, of medicaments and simples, of sweetmeats and resources, of rice, bananas, and wondrous things.“ Auch stellt er Vergleiche an, wie etwa in Sind: „Al-Mansūra is the capital of al-Sind, and is the metropolis of the region. It is somewhat like Damascus. The buildings here are of wood and clay, the mosque of stone and baked brick. The mosque is large like that of ʿUmān.“ Weitere Themen umfassen Gebirge und Spezialitäten, Gewässer, Minen, heilige Stätten, Geld, Steuern, Gewichte und Maßeinheiten, Bräuche, Wunder, Kalender, Politik, Gruppierungen, Schulen und koranische Lesungen. All das erfolgt in variabler Reihenfolge, manchmal auch unvollständig. Am Ende jedes Kapitels fasst er die Entfernungen und Routen zwischen den Städten zusammen.
Al-Muqaddasī beschreibt oft die Architektur von Städten. Er beginnt häufig mit deren Lage in der umgebenden Landschaft, welche nicht selten die Architektur der Städte beeinflusst. So beschreibt er Mekka als die Stadt, welche sich um die Kaaba gelegt hat, ihre Breite entspricht der Breite des Tals, in dem sie liegt. An anderer Stelle schildert er Kashan als die berühmte Stadt am Rande der Wüste, bestehend aus antiker Besiedlung, umgeben von schönen Bauernhöfen und einer Reihe von Kanälen. Bei der architektonischen Beschreibung von großen Städten geht al-Muqaddasī sehr ins Detail. Nicht nur der Aufbau und die verzierenden Ornamente von Moscheen, sondern auch deren Baukosten sind Teil seines Berichts.

## Karten
In seinem Werk adaptiert al-Muqaddasī Karten von al-Iṣṭaḫrī und Ibn Ḥauqal (beide fl. 10. Jh.), welche die islamische Welt in zwanzig Karten und einer Weltkarte darstellten – allerdings hat sein Werk keine Weltkarte und eine andere Anzahl von Regionalkarten. Al-Muqaddasī wollte islamischen Regionen mit Routen in rot, Wüsten in gelb, Salzwasser Gewässer in grün, Flüsse in blau und Gebirge staubfarbig abbilden. Allerdings ist die Kolorierung in einigen Handschriften unterschiedlich und zeigt beispielsweise nur rot markierte Umrisse der Regionen, ohne weitere Farben. In den vorhandenen Handschriften sind fünfzehn bis neunzehn Karten vorhanden, die verschiedene Regionen abdecken. In der Handschrift MS Sprenger 5 ist zusätzlich eine Darstellung der Qibla (Richtung der Kaaba) zu sehen.

## Weiterführende Literatur
- Antrim, Zayde. Routes and Realms: The Power of Place in the Early Islamic World. Illustrated, Oxford, 2015.
- Danilenko, Nadja. Picturing the Islamicate World: The Story of al-Iṣṭakhrī's Book of Routes and Realms, Leiden [u. a.], 2021.
- Fischer, A. “Al-Maqdisī und Al-Muqaddasī.” Zeitschrift der Deutschen Morgenländischen Gesellschaft, vol. 60, no. 2, 1906, S. 404–410.
- Kish, George. A Source Book in Geography. Harvard, 1978, S. 200–202.
- Rapoport, Yossef. Islamische Karten. Der andere Blick auf die Welt. Was verraten historische Landkarten über Weltgeschichte und Kulturgeschichte? Herausragende kartographische Werke und ihre Schöpfer vom 9. bis 19. Jh. wbg Edition, 2020.
- Scholten, Arnhild. Al-Muqaddasi, c. 945-c. 98. In Freeman, T. W. u. Pinchemel, P. (Hgs.). Geographers: Biobibliographical Studies, Volume 4. Mansell Publishing. 1980.
  - „Mauqaddasi als Vollender der mittelalterlichen arabischen Länderkunde.“ In: Wandlungen im Geographischen Denken von Aristoteles bis Kant. Schöningh, 1979. S. 35–50.
- Tibbets, Gerald. The Balkhī School of Geographers, in Harley, J. und Woodward, D. (Hgs.), History of Cartography, vol. 2/1, Cartography in the Traditional Islamic and South Asian Societies, Chicago, 1992, S. 108–36.
- Touati, Houari. Islam and Travel in the Middle Ages, Chicago, 2010.
- Zakariyeh, Mohammed. Maqdisi: An 11th Century Palestinian Consciousness. Jerusalem Quarterly, Double Edition 22 & 23, 2005.